# Porta Cornelia
La porta Cornelia est une porte antique de Rome faisant partie du mur d'Aurélien. Située au nord de la ville sur la rive droite du Tibre, elle ouvrait sur la via Cornelia, actuelle via della Conciliazione, depuis le pont Saint-Ange, et débouchait sur la colline du Vatican. Elle est aujourd’hui entièrement démolie.